# Matemática elemental

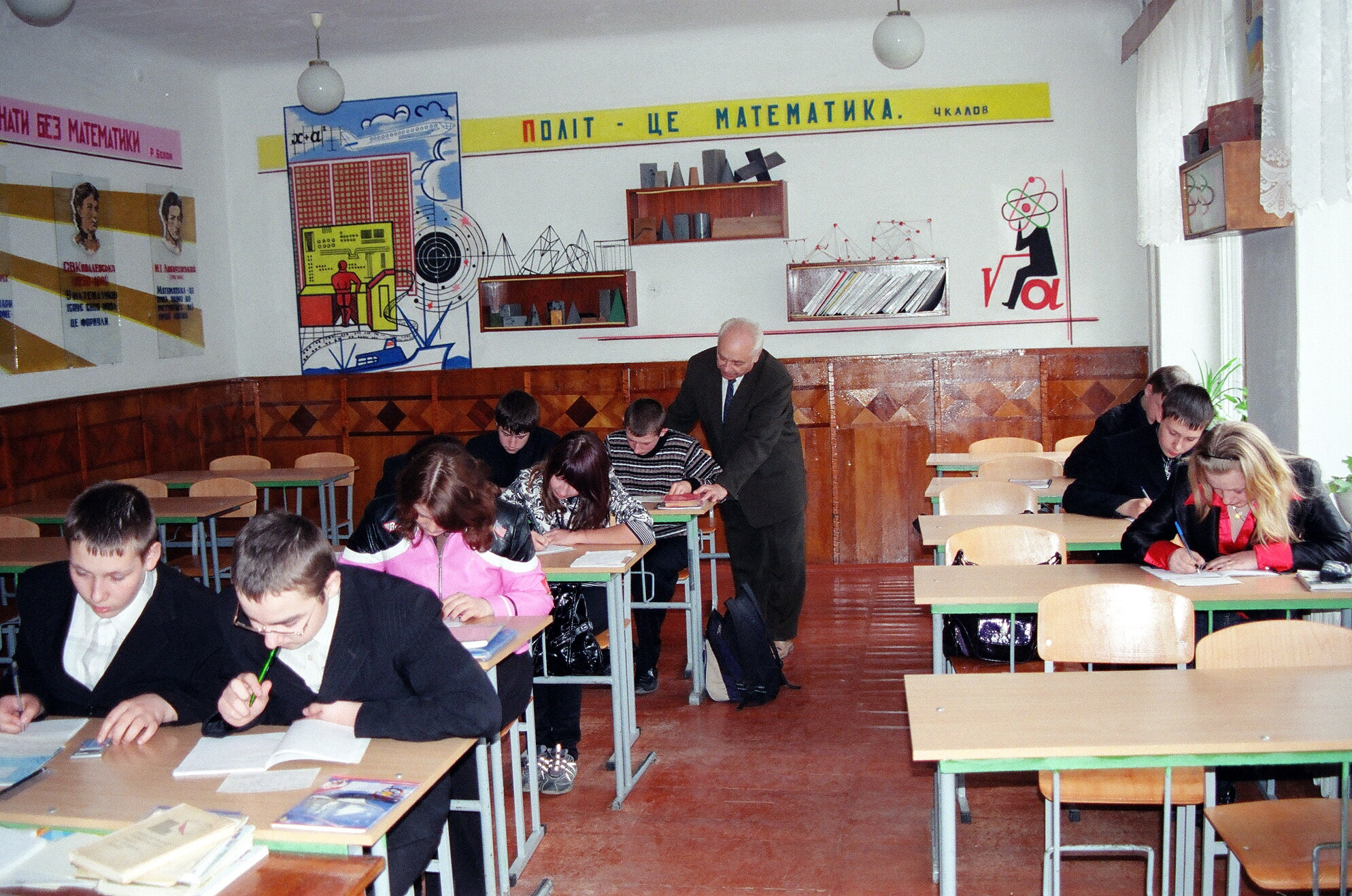
Matemática elemental

La matemática elemental consiste en varios tópicos de matemáticas frecuentemente enseñados durante la educación primaria o secundaria. Los temas más básicos de la matemática elemental son la aritmética y la geometría. Desde las últimas décadas del siglo XX, se ha ido incrementando el énfasis en las estadísticas y en la resolución de problemas.
En la educación secundaria, los principales tópicos son el álgebra y trigonometría. El cálculo, aunque es usualmente enseñado a estudiantes de educación secundaria avanzada, usualmente se considera de un nivel matemático para la educación superior.